# アトリエクラム
アトリエクラムは、新潟県中越地区初の手作りジュエリー工房。結婚指輪（マリッジリング）や婚約指輪（エンゲージリング）、ペアリングなどを、お客（利用者）が自身の手で手作りすることが出来るジュエリー工房である。新潟県内に2店舗展開。その他に姉妹店「Artisan Works by Atelier CraM」が新潟市にあるSHS鳥屋野店内にある。

## 概要
アトリエクラムは、結婚指輪や婚約指輪、ペアリングなどのジュエリーを自分自身で手作りできる体験型のアトリエである。
手作り指輪の他に、フルオーダーのオーダーメイドジュエリーも可能。
結婚指輪、婚約指輪などのオリジナルブランドも取り扱っている。

## 名前の由来
アトリエクラム「atelier cram」の名前の由来は、「cree」（フランス語で創造する、作るという意味）と「amour」（フランス語で愛という意味）という２つのワードを組み合わせた造語。

### 企業概要
アトリエクラム新潟
- 所在地：新潟県新潟市中央区愛宕2-7-2

アトリエクラム長岡
- 所在地：新潟県長岡市蓮潟5-1-10

## 沿革
- 2009年秋、新潟県見附市にアトリエオープン。
- 2010年春、アトリエクラムオリジナルブランドジュエリー発表。
- 2010年秋、新潟県新潟市にアトリエクラム新潟店オープン。
- 2010年秋、新潟県民エフエム放送（FM PORT）にて番組コーナー【アトリエクラム LOVE RING】スタート。
- 2011年秋、新潟県長岡市にアトリエクラム長岡店オープン。